# Ňänčhen Thangla
Ňänčhenthanglha, či zjednodušeně Ňänčhen Thangla
(tibetsky གཉན་ཆེན་ཐང་ལྷ་ Wylie: Gnyan-chen-thang-lha, čínsky pchin-jinem Niànqīng Tánggǔlā Fēng, znaky 念青唐古拉峰, také Nyainqêntanglha Feng nebo Nyenchen Tanglha) je hora vysoká 7 162 m n. m. nacházející se v Tibetské autonomní oblasti Čínské lidové republiky. Ňänčhenthanglha je nejvyšším vrcholem Transhimálaje.

## Charakteristika
Ňänčhen Thanglha leží ve východní části Transhimálaje. V rámci Tibetu tvoří horská oblast povodí mezi horní hranicí řek Brahmaputra a Salwin.

## Tři hlavní vrcholy Ňänčhen Thangly
Ňänčhenthanglha má tři hlavní vrcholy s výškou nad 7 000 m. Na všechny tři vrcholy byl proveden prvovýstup mezi lety 1986 a 1995.
| Vrchol              | Výška (m) | Prominence (m) | Prvovýstup        |
| ------------------- | --------- | -------------- | ----------------- |
| Ňänčhen Thangla I   | 7,162     | 2,239          | 8. května 1986    |
| Ňänčhen Thangla II  | 7,117     | 189            | 28. července 1989 |
| Ňänčhen Thangla III | 7,046     | 253            | 22. srpna 1995    |